# Ajmak gobijsko-ałtajski
Ajmak gobijsko-ałtajski (mong. Говь-Алтай аймаг) – jeden z 21 ajmaków w Mongolii, znajdujący się w południowo-zachodniej części kraju. Stolicą ajmaku jest Ałtaj.
Utworzony w 1940 roku ajmak obejmuje powierzchnię 141 400 km². Graniczy z Chinami. Dzieli się na 18 somonów. Na terenie ajmaku wydobywa się węgiel kamienny, węgiel brunatny oraz azbest. Rolnictwo oparte na hodowli zwierząt oraz uprawie zbóż i warzyw, głównie ziemniaka.
Liczba ludności w poszczególnych latach:
| 1979   | 1989   | 2000   | 2010   |
| ------ | ------ | ------ | ------ |
| 56 000 | 62 800 | 63 673 | 53 223 |

## Somony
Ajmak gobijsko-ałtajski dzieli się na 18 somonów:
| - Altaj - Bajan-Uul - Biger - Bugat - Ceel - Chaliun - Chöchmor't - Cogt - Czandman' | - Dariw - Delger - Dżarglan - Erden - Jesönbulag - Szarag - Tajszir - Tögrög - Tonchil |